# Woudagemaal
Woudagemaal - stacja pomp parowych znajdująca się w Holandii. Jest to największa, działająca do dziś stacja pomp parowych na świecie. Otwarta 7 października 1920 przez królową Wilhelminę. Stacja została wybudowana, by odprowadzać nadmiar wód z obszaru Fryzji.
W 1967, po 47 latach została unowocześniona. Kotły przebudowano z opalania węglem na opalanie olejem.
Od 1998 Stacja Pomp Woudagemaal jest wpisana na listę UNESCO.